# جي ماركت
جي ماركت (بالإنجليزية: G-Market)‏ هو موقع ويب للتجارة الإلكترونية مقره في كوريا الجنوبية، تأسست الشركة في عام 2000 كشركة تابعة لـ إنتر بارك، واستحوذت عليها إيباي في عام 2009.